# مارتن ويستون
مارتن ويستون (8 أبريل 1959 - )  (بالإنجليزية: Martin Weston)‏ هو لاعب كريكت بريطاني.

## وصلات خارجية
- مارتن ويستون على موقع إي آس بي آن كريك إنفو (الإنجليزية)